# Hannopil, Cerneahiv
Hannopil (în ucraineană Ганнопіль) este un sat în comuna Vîdîbor din raionul Cerneahiv, regiunea Jîtomîr, Ucraina.

## Demografie
Componența lingvistică a localității Hannopil
     Ucraineană (98,08%)
     Rusă (1,92%)
Conform recensământului din 2001, majoritatea populației localității Hannopil era vorbitoare de ucraineană (98,08%), existând în minoritate și vorbitori de rusă (1,92%).